# Ammoxenidae
Ammoxenidae – rodzina pająków z podrzędu Araneomorphae i nadrodziny Gnaphosoidea. Zasiedlają Afrykę Południową i Australię z Tasmanią.

## Taksonomia
Takson ten wprowadzony został w 1893 roku przez E. Simona i początkowo obejmował tylko rodzaj typowy. Pozostałe rodzaje opisano dopiero w 1990 i 2002 roku. W sumie należy tu 18 opisanych gatunków zgrupowanych w 4 rodzajach:
- Mammobusu Simon, 1893
- Austrammo Platnick, 2002
- Barrowammo Platnick, 2002
- Rastellus Platnick et Griffin, 1990

Rodzinę tę zalicza się do "niższych" przedstawicieli Gnaphosoidea. Wyniki analizy filogenetycznej Platnicka wskazują, że stanowi ona grupę siostrzaną dla Cithaeronidae, ale wsparcie dla tej hipotezy jest bardzo słabe – wspólną cechą jest zanik wąskiego obrzeżenia tyłu karapaksu.

## Opis
U obu płci wokół wierzchołków stóp nogogłaszczków występują poskręcane szczecinki. Pazurki nogogłaszczków u samic są silnie zredukowane, a ich długość jest mniejsza od szerokości. Podobnie jak inne niższe Gnaphosoidea, pająki te zachowały dystalny człon przednio-bocznych kądziołków przędnych. U przedstawicieli australijskich tylno-środkowa para kądziołków jest położona bardziej z przodu niż u większości przedstawicieli nadrodziny, a kły jadowe nie są wydłużone jak u Gallieniellidae czy Trochanteriidae.